# Gonatium japonicum
Gonatium japonicum är en spindelart som beskrevs av Simon 1906. Gonatium japonicum ingår i släktet Gonatium och familjen täckvävarspindlar. Inga underarter finns listade i Catalogue of Life.